# کلی فیو
کلی فیو (انگلیسی: Kelley Few؛ زادهٔ) بازیکن سابق فوتبال اهل انگلستان است. بزرگترین افتخارش، زدن گل پیروزی در فینال جام حذفی فوتبال زنان انگلستان در سال ۱۹۹۸ با آرسنال بود.
وی همچنین در تیم ملی فوتبال زنان انگلستان بازی کرده است.